# Gaiß-Waldkirch

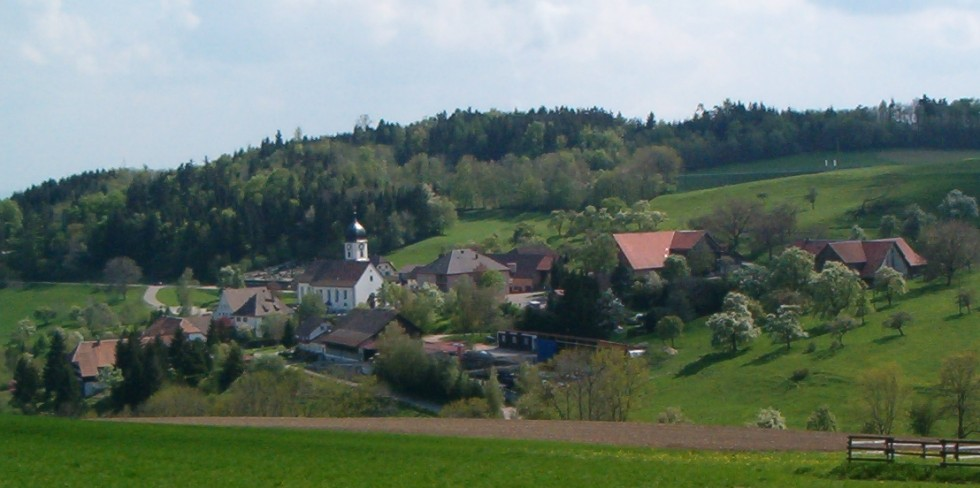
Waldkirch – über dem Quellgebiet des Seltenbaches.

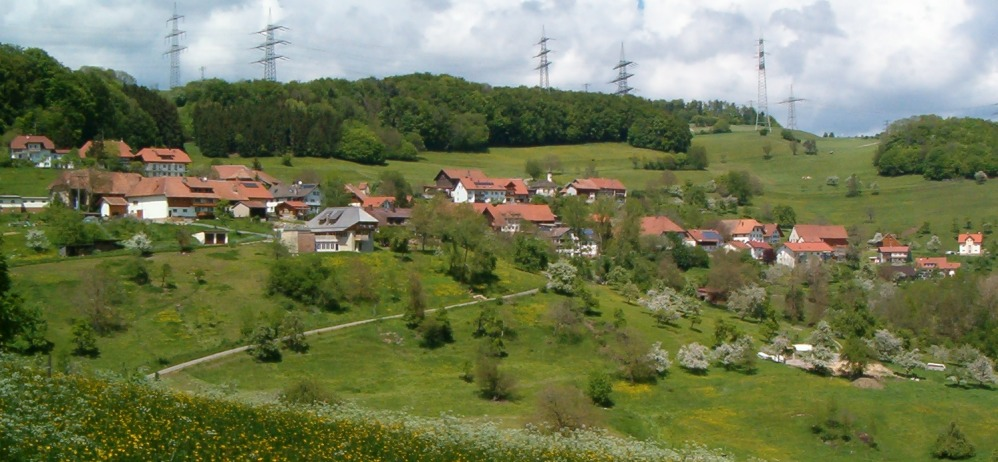
Gaiß – über dem Quellgebiet des Liederbaches.

Gaiß-Waldkirch ist eine Ortschaft der Kreisstadt Waldshut-Tiengen im Landkreis Waldshut in Baden-Württemberg, bestehend aus den Ortsteilen Gaiß und Waldkirch.

## Geographie
Die Ortschaft Gaiß-Waldkirch liegt im Südschwarzwald auf der nördlichen Höhe des Hochrheintales. Der Ortsteil Gaiß liegt oberhalb des Quellgebietes des Liederbaches, eines direkten Zuflusses des Rheins, auf ca. 590 m. ü. NN. (47° 39′ N, 008° 10′ O). Der Ortsteil Waldkirch liegt oberhalb des Quellgebietes des Seltenbaches, auch ein direkter Zufluss des Rheins, auf ca. 687 m. ü. NN. (47° 39′ N, 008° 10′ O). Beide Ortsteile liegen auf dem Gebiet der Gemarkung Waldkirch, auf dem zudem der Stadtteil Schmitzingen liegt.
Die Ortschaft wird aus zwei Ortsteilen gebildet, Gaiß und Waldkirch. Zur Ortschaft gehören sonst keine weiteren Ortsteile oder Weiler.

## Geschichte
Aus dem Jahr 858 stammt die älteste urkundliche Erwähnung Waldkirchs.
Waldkirch kam von Kloster Rheinau an das Damenstift Säckingen. Das große Fenster uff der rechten Seyten mit ihrem Wappen in der Pfarrkirche von 1575 in Waldkirch stiftete die Äbtissin Maria Jakobea von Sulzbach. Die Kirche und das Dorf wurden am 4. Juli 1633 im Dreißigjährigen Krieg durch die Schweden niedergebrannt. In der Folge wurde die Kirche repariert. 1758 wurde die jetzige Kirche unter dem Baumeister Ferdinand Weitzenegger neu erbaut.
Von der Firma Gebrüder Moroder wurden 1911 zwei Fronleichnamsaltäre in Waldkirch aufgestellt. Die beiden Gemeinden Gaiß und Schmitzingen wurden 1935 mit Waldkirch zu einer Gemeinde vereinigt. Diese wurde am 1. Juli 1971 in die Stadt Waldshut eingemeindet. Diese fusionierte am 1. Januar 1975 mit Tiengen/Hochrhein zur neuen Stadt Waldshut-Tiengen. Schmitzingen bildet seither innerhalb der neuen Stadt eine eigene Ortschaft.

### Einwohnerentwicklung
Einwohnerzahlen der früheren Gemeinde Waldkirch (Ortschaften Gaiß, Waldkirch und Schmitzingen)
| Jahr | Einwohner |
| ---- | --------- |
| 1871 | 571       |
| 1900 | 456       |
| 1925 | 513       |
| 1939 | 432       |
| 1950 | 547       |
| 1961 | 450       |
| 1970 | 512       |
| 2023 | 260       |

## Politik

### Ortschaft
Gaiß-Waldkirch ist eine Ortschaft im Sinne des Baden-Württembergischen Kommunalrechts. Die Ortschaft verfügt damit über eine eng begrenzte Selbstverwaltung. Organe dieser Selbstverwaltung sind der Ortschaftsrat und der Ortsvorsteher.

### Ortschaftsrat
Der Ortschaftsrat besteht aus sechs Ortschaftsräten.

### Ortsvorsteher
Seit der Eingemeindung in die Große Kreisstadt Waldshut-Tiengen trägt der Leiter der Ortschaftsverwaltung die Amtsbezeichnung „Ortsvorsteher“.
Ortsvorsteher ist Torsten Basler.

## Verkehrsanbindung
Als Haupt-Verkehrsanbindung dient den Ortsteilen die von der B 33 in Triberg kommende Bundesstraße 500, die zwischen den Orten verläuft, und in Waldshut nach 6 km (Waldkirch) bzw. 5,5 km (Gaiß) an die B 34 anbindet.
Von Waldkirch führt zudem noch die Kreisstraße 6562 nach Schmitzingen und von dort als Gemeindestraße nach Waldshut (ca. 6,6 km) durch das Tal des Seltenbaches.
Von Gaiß führt zudem eine Gemeindestraße über Eschbach nach Waldshut (ca. 5,2 km).

## Persönlichkeiten
- Johann Baptist Jehle (1774–1847), Schweizer Jurist und Politiker.